# Sega (Égypte)
Pour les articles homonymes, voir Sega (homonymie).
Sega ou Shai-Sega (signifiant « Prés de Sega ») est une ancienne ville égyptienne située dans le 4e nome de Haute-Égypte. Elle est attestée pour la première fois dans la tombe d'Ânkhtyfy, le nomarque de Hiérakonpolis fidèle aux souverains de la Xe dynastie à Héracléopolis Magna.

## Localisation
La seule attestation connue de la ville jusqu'à présent provient de la tombe d'Ânkhtyfy et elle n'est pas mentionnée dans d'autres périodes de l'histoire de l'Égypte antique, ce qui en fait une ville perdue. Certains égyptologues la placent au sud du village actuel de Khuzam, à dix-sept kilomètres au nord de Louxor.

## Citation d'Ânkhtyfy
Dans sa tombe, Ânkhtyfy se rappelle s'être rangé du côté des rois Héracléopolitains en lançant une campagne contre une coalition de Thèbes et Coptos (respectivement 4e et 5e nomes de Haute-Égypte). Naviguant en aval de Hefat (aujourd'hui El Mo'alla), il affirme ne trouver aucune résistance de la part des Thébains dans une forteresse appelée Semekhsen près de l'actuel Ermant. Il navigue ensuite plus en aval, où il affirme que les habitants d'une ville appelée Shai-Sega ont verrouillé leurs portes, par peur d'Ânkhtyfy. Il décide d'assiéger la ville.